# L'Exode québécois, 1852-1925.
 (juillet 2021).
L'Exode québécois, 1852-1925 (sous-titré Correspondance d'une famille dispersée en Amérique) est un livre de Mario Mimeault publié à Québec aux éditions du Septentrion en 2013, à partir de sa thèse de doctorat. Historien spécialiste des pêcheries et de la Gaspésie, Mimeault propose une étude approfondie de la correspondance privée de Théodore-Jean Lamontagne (1833-1909), un entrepreneur canadien-français établi à Sainte-Anne-des-Monts, en Gaspésie. Bien que ce fonds d’archives soit constitué de plusieurs milliers de documents écrits, l’auteur ne retient que 1 057 lettres personnelles échangées entre Théodore-Jean Lamontagne et ses neuf enfants expatriés en Amérique du Nord entre 1852 et 1925. Grâce à la correspondance des Lamontagne, l’auteur analyse différents parcours et expériences migratoires ainsi que l’évolution des relations familiales dans ce contexte.
Pour l’excellence de la thèse de doctorat à la base de ce livre, Mario Mimeault a remporté le prix Louise-Dechêne 2013 de l’Institut d’histoire de l’Amérique française. L'Exode québécois, lui, a reçu le Prix Clio 2014 de la Société historique du Canada décerné aux meilleurs livres d’histoire régionale. L’ouvrage a été relativement bien accueilli par la presse et par les spécialistes de l'histoire de l'Amérique du Nord. Pour plusieurs, l’auteur apporte un regard neuf, basé sur l'étude des relations intimes, à l’historiographie des migrations canadiennes-françaises grâce à l'utilisation de la correspondance comme outil d’analyse historique.

## Contexte historiographique
La thèse de doctorat à la source de ce livre a été réalisée sous la direction d’Yves Frenette et de Martin Pâquet et déposée en 2011 à l’Université Laval, à Québec. Les méthodes mobilisées par l’auteur se retrouvent à la croisée de plusieurs courants historiographiques et perspectives analytiques.
L'Exode québécois s’inscrit dans l’histoire des migrations des XIXe et XXe siècles, période critique pour ce phénomène désormais mondial et urbanisé. Les historiens ont longtemps pratiqué une analyse globale centrée sur les caractéristiques de groupe des migrants. L'image du migrant qui en ressortait était presque monolithique et surtout masculine. À partir de la fin du XXe siècle, la migration est abordée d'une manière davantage centrée sur l'individu, ce qui permet de mieux montrer la complexité des parcours migratoires et du vécu de la mobilité. C’est le choix de Mimeault, ainsi que d'autres historiens francophones des migrations, dont Paul-André Rosental dans son ouvrage Les sentiers invisibles. Espaces, familles et migrations dans la France du XIXe siècle paru en 1999. Maude-Emmanuelle Lambert montre d'ailleurs les similitudes entre ces deux analyses intimes des phénomènes migratoires vécus par une famille.
Depuis les années 1960, l’histoire des migrations des populations francophones en Amérique du Nord a fait l’objet de recherches souvent menées par des spécialistes issus d’autres domaines que l’histoire; leurs ouvrages sont toutefois devenus des cadres de référence en la matière. On peut penser au géographe Ralph D. Vicero aux États-Unis, ou au Québec, à Albert Faucher qui a mis en évidence l’importance historique, jusqu’alors marginalisée, de l’émigration des Canadiens-français. C'est lui qui a proposé son cadre chronologique classique à partir de 1850; L'Exode québécois ne fait pas exception à la règle. Pour l’historien Bruno Ramirez, la production historiographique a véritablement pris de l’ampleur en Amérique du Nord dans les années 1960 avec le développement de la nouvelle histoire sociale qui accordait plus d’importance à la notion d’ethnicité, comme dans l’article de Tamara Hareven considéré aujourd’hui comme un élément fondateur de ce courant, toutefois circonscrit aux historiens américains ou au cadre de référence des États-Unis. Même si l’historiographie québécoise accusait un certain retard à cette époque, les travaux de Frances Early, de Pierre Anctil, mais surtout d’Yves Roby à partir des années 1980 ont posé ses premiers jalons dans le milieu universitaire québécois. Bruno Ramirez a été l’un des premiers historiens, au Québec comme aux États-Unis, à avoir traité la migration franco-américaine à partir d’un angle multisitué, reliant les deux nations en jeu dans un même récit. Aujourd’hui, au Canada, Yves Frenette, professeur à l’Université de Saint-Boniface, est l’un des principaux spécialistes de l’histoire des migrations des groupes ethniques francophones. Il a établi l’idée que la mobilité est un élément fondamental de l’identité canadienne-française, conception d’ailleurs adoptée par Mimeault. Frenette déplore néanmoins un manque d’intérêt patent pour ce domaine depuis les années 2000, en dehors d’un cercle restreint de chercheurs et chercheuses. Parmi ces derniers, plusieurs pratiquent une histoire des expériences migratoires fondée sur l’analyse des corpus épistolaires. L’ouvrage collectif Envoyer et recevoir : lettres et correspondances dans les diasporas francophones, dans lequel Mario Mimeault a écrit un chapitre sur Emma Lamontagne, rend compte de l’aptitude des lettres à donner corps à l’imaginaire transculturel des migrants et à donner voix aux problématiques vécues.
Si, en général, le champ de recherche sur l’épistolaire est toujours fortement marqué par un intérêt prépondérant pour les personnalités célèbres, comme l'attestent les études sur l’épistolaire français et québécois regroupées dans le livre La Faculté des lettres dirigé par Benoît Melançon et Pierre Popovic, l’intérêt accru des historiens pour la notion de « culture » a favorisé le déplacement du curseur vers les « sensibilités quotidiennes ». Ainsi, même si le choix des correspondances « comme objet historique » ne va pas de soi selon Michel de Certeau, certains historiens ont préconisé, dès les années 1980, l’étude d’un corpus épistolaire élaboré par des correspondants dits ordinaires. Selon eux, ce corpus permet d’appréhender l’articulation des subjectivités, de l’intimité quotidienne et des réalités sociales et langagières de l’époque étudiée, ce que vise à faire l'ouvrage de Mimeault.
À cet égard, deux approches nées au début du XXe siècle à la suite de la parution de The Polish Peasant in Europe and America sont souvent mobilisées dans l’histoire sociale des migrations : la Life Study Method (Récit de vie) développée par l’École de Chicago et la Life Course Approach (Histoire de vie). Selon cette dernière approche, l’expérience individuelle peut donner sens à une histoire globale. Elle a notamment été utilisée par Dirk Hoerder, dans Creating Societies: Immigrant Lives in Canada, et par David A. Gerber dans Authors of Their Lives. Au Canada francophone, Bruno Ramirez s’en est servi dans Les premiers Italiens de Montréal. À l’instar de ces historiens, Mimeault examine l’histoire des migrations à partir de l’individu et de ses relations telles que racontées au travers de lettres qui s’avèrent « des sources privilégiées » à une telle échelle d’analyse. L'auteur se réfère d'ailleurs explicitement au cadre d'analyse développé par Dirk Hoerder et à son idée que le sens de l'histoire nationale est véritablement établi par les expériences singulières de ses acteurs.
Dans L'Exode québécois, le récit et l’histoire de vie appliqués à la correspondance sont articulés à la démarche de la microhistoire. Élaborée dans les années 1970 par des chercheurs italiens tels que Giovanni Levi, Carlo Ginzburg et Edoardo Grendi, cette approche cherchait à s’éloigner de la macroanalyse et des synthèses systématiques omniprésentes en histoire sociale et culturelle afin de favoriser la variation d’échelle et la prise en compte des détails de toutes les actions humaines. En France et pour plusieurs autres pays, c’est Jacques Revel qui a popularisé cette nouvelle pratique historienne, particulièrement après la publication de Jeux d’échelles. La micro-analyse à l’expérience en 1996 et des traductions des travaux italiens. Repenser l’histoire des migrations grâce à la microhistoire permet bel et bien, selon Emma Rothschild, Tonio Andrade ou encore Tangi Villerbu, de pratiquer une histoire globale, indispensable pour un phénomène de masse. C'est en raison de l'importance que la microhistoire accorde aux relations et à l'élaboration du récit historique que Mimeault l'emploie. Ainsi, il mobilise différentes échelles d'analyse, en priorité l'échelle micro, pour rendre compte de l'épaisseur de la réalité historique. Les récits individuels des membres de la famille Lamontagne, qui mettent en lumière leur « exceptionnelle normalité », s'articulent aux changements globaux qui affectaient à la fois les migrants et les sociétés québécoise, canadienne et américaine à cette époque, ce qui permet d'atteindre une compréhension holiste de l'histoire des migrations des populations francophones en Amérique du Nord. Le nouveau souffle qu'il apporte aux études du fait migratoire réside finalement sur sa maîtrise du jeu d'échelles et de l'analyse épistolaire.

## Plan et structure de l'ouvrage

### Objectif
En préface, Martin Pâquet rappelle les grandes lignes et les principaux objectifs du livre de Mimeault : brosser le portrait unique de l’expérience familiale et migratoire de la famille Lamontagne. À travers les 450 pages constituant son ouvrage, Mimeault désire mettre en lumière l’expérience migratoire de certains membres de la famille Lamontagne tout en étudiant le parcours de ces migrants ainsi que l’articulation du sentiment d’appartenance familiale et les processus d’adaptation à un nouvel environnement. Au début de son ouvrage, Mimeault pose l’hypothèse que la correspondance est l’expression d’une expérience migratoire. L’auteur se demande alors s’il est possible d’étendre ses observations fondées sur la microhistoire afin de tracer un portrait plus global de l’exode migratoire québécois des XIXe et XXe siècles.

### Plan
Introduction
- Première partie : La lettre pour écrire, informer et se confier
  - Chapitre 1 - La lettre objet
  - Chapitre 2 - La lettre discours
  - Chapitre 3 - La lettre instrument
- Deuxième partie : Les scripteurs. Du rêve à la réalité
  - Chapitre 4 - La lettre porteuse des horizons d'attente
  - Chapitre 5 - Espace investi vs espace vécu
- Troisième partie : La famille ou l'héritage du passé et le poids du présent
  - Chapitre 6 - Correspondance, mobilité et stratégies familiales
  - Chapitre 7 - Famille, espace épistolaire et champ migratoire
- Quatrième partie : Une nouvelle appartenance familiale
  - Chapitre 8 - De l'histoire conversationnelle et de son expérience écrite
  - Chapitre 9 - Depuis les sources de l'appartenance familiale jusqu'à son nouveau visage

Conclusion
Annexes I à VI

## Description du contenu
L'Exode québécois se décline en quatre sections thématiques et est composé de neuf chapitres. La première partie porte sur les particularités matérielles et communicationnelles de la lettre dans le contexte familial et, plus largement, dans le contexte nord-américain du XIXe siècle. Dans la deuxième partie, l’auteur s’intéresse aux motivations et aux aspirations soulevées par quatre des enfants expatriés. Dans la troisième partie, l’héritage familial des Lamontagne est abordé à travers la correspondance et l’expérience migratoire, alors que la dernière partie porte sur l’adaptation des migrants à leur nouvel environnement respectif. En fin de volume, l'auteur consacre une centaine de pages aux annexes où sont répertoriées six lettres du corpus de Théodore-Jean Lamontagne.
D’emblée, l’auteur s’intéresse à la lettre comme support matériel. Pour lui, l’échange épistolaire a été stimulé par les progrès techniques et sociaux des XIXe et XXe siècles. Ces progrès seraient à l’origine de la démocratisation de l'écriture et des moyens de communication en Amérique du Nord. L'analyse des lettres dévoile les conventions sociales et les règles de bienséances liées aux styles littéraires propres aux lieux et à l’époque à laquelle s’écrivaient les Lamontagne. Ensuite, l'auteur s’intéresse au discours des lettres. Il montre comment les lettres personnelles des Lamontagne constituent une « communauté épistolaire » dont l’accès était exclusif aux destinataires. En outre, l’analyse du discours épistolaire rend compte des réalités socio-culturelles des migrants, en plus de préciser l’évolution de leur expérience migratoire. La famille Lamontagne s’est ainsi créé un univers littéraire intelligible à elle seule. Enfin, le décodage des lettres témoigne du maintien des relations entre les descendants de Théodore-Jean expatriés à l’échelle du continent américain. L’auteur souligne finalement l’usage de « la lettre instrument », comme outil permettant au scripteur d’« informer, influencer ou infléchir » son destinataire afin de maintenir un lien ou de nourrir l’esprit de la famille et l’appartenance à celle-ci. Ainsi, Mimeault avance que la lettre, en plus d'assumer plusieurs fonctions diverses, permettait de combler les distances physique et psychologique et de s’entraider émotionnellement et socialement. Toutefois, si l’échange épistolaire permettait la reconstitution virtuelle de la famille, il était primordial de trouver un équilibre dans les propos délivrés entre scripteurs afin d’éviter une rupture des échanges.
Dans la deuxième partie, l’auteur s’intéresse particulièrement aux aspirations migratoires, aux « horizons d’attente», d’Émile, Emma, Antoinette et Éphrem Lamontagne. Si leurs lettres font état de motivations singulières, les quatre migrants semblent toutefois avoir en commun la transformation de leurs projets en contexte migratoire. Dans l’ensemble, les migrants cultivaient le désir de la réussite sociale ou professionnelle, la quête d’une certaine fortune ou encore le respect du devoir conjugal. Ainsi, le projet migratoire initial n’était pas définitif : il pouvait être altéré selon l’articulation des conjonctures de l’époque ou de l'environnement. Les migrants étaient alors des acteurs capables d’adaptation et de processus décisionnels conscients quant à leur avenir. Ensuite, Mimeault examine les processus d’adaptations des quatre enfants en confrontant « l'espace investi », soit les ambitions migratoires, à « l’espace vécu », soit les réalités de l’installation dans un nouvel environnement. Pour l'auteur, les enfants de Théodore-Jean ont traversé des phases partagées par la plupart des migrants d’hier et d’aujourd’hui. Il distingue quatre phases : l’intégration inachevée, la remise en question face aux difficultés rencontrées, l’hésitation entre le désir d’être réuni à ses racines et de s’adapter à la terre d’accueil, et enfin, l’importance accordée à cette dernière dans la réalisation du projet migratoire.
Dans la troisième partie, Mimeault s’intéresse à la mobilité et aux stratégies migratoires de la famille Lamontagne. D’entrée de jeu, il avance que la décision de migrer relevait d’opportunités ou de motivations personnelles, de « fenêtres de possibilités » où les conditions nécessaires à la migration étaient favorables. Plusieurs opportunités d’émigration pouvaient s’articuler afin de former une conception familiale généralisée et collective incitant à l’émigration. Pour l'auteur, cela constituait une « culture » de déplacements propre aux Lamontagne. L’auteur attribuait ainsi la mobilité des Lamontagne à leur héritage familial. Cette analyse permet aussi d’observer la mobilité des migrants. Certains se sont installés sur la côte Est américaine, près de grands centres urbains, alors que d’autres ont été attirés par l’industrie forestière du Midwest américain ou du Nord-Est ontarien. En définitive, l’expérience migratoire des Lamontagne s’inscrit en contemporanéité avec celle des autres émigrants canadiens-français ainsi qu’aux progrès techniques et à l’essor commercial et industriel de l’époque.
La dernière section du livre porte sur le contenu des lettres. Pour l’auteur, l'importante quantité de lettres témoigne de la cohésion de la famille Lamontagne et du souhait des migrants de partager leurs expériences avec leurs proches. Mimeault observe aussi que les lettres des migrants étaient imprégnées de leur environnement migratoire. L’échange épistolaire devient alors l’expression du développement d’une appartenance à un nouveau milieu. Le développement de cette appartenance ne compromettait toutefois pas l’appartenance familiale qui a, au contraire, été enrichie par l’expérience migratoire. Bien que l’analyse des lettres relève les marques d’un sentiment de déchirement après l’émigration,  l’appartenance familiale commune, selon l’auteur, était garantie par la reconnaissance de l’autorité du père et de son rôle central dans la famille et dans l’échange épistolaire. Cependant, Mimeault interprète l’utilisation de l’anglais par les scripteurs comme une insensibilité manifeste des migrants en regard de la culture canadienne-française et de la langue française à l’extérieur du Québec. Ainsi, bien qu’il admette que l’anglicisation des migrants témoigne d’une adaptation durable en terre d’accueil anglophone, l’auteur affirme que l’usage de l’anglais chez les Lamontagne a entraîné l’effacement des racines et la perte des repères identitaires chez certains migrants.

## Réception critique

### Dans les médias
Dans l’ensemble, la réception de l'ouvrage de Mario Mimeault dans les médias a été plutôt positive. Certains chroniqueurs s’entendent pour souligner le caractère unique de L'Exode québécois et du corpus de sources sur lequel il est fondé. D’autres ont souligné l’apport de l’ouvrage à l’histoire des migrations canadiennes-françaises. Pour eux, l’étude de Mimeault permet de brosser un portrait exhaustif de la société nord-américaine et de l’émigration des Canadiens-français vers les États-Unis. Dave Noël, chroniqueur chez Le Devoir fait d’ailleurs un constat semblable. Il ajoute aussi que l’étude permet au lectorat d’en apprendre davantage sur les mœurs des familles canadiennes-françaises bourgeoises. De son côté, Diane Gagnon, journaliste pour L’Ancêtre, va au-delà du seul ouvrage et rappelle l’importance de la conservation et de l’entretien des archives privées.
En somme, les journalistes insistent sur l’importance du livre pour l’histoire canadienne-française et se réjouissent d’avoir un accès privilégié aux lettres personnelles d’une famille aisée de la Gaspésie. Nombreux sont ceux qui soulignent l’efficacité de l’argumentaire et l’utilisation de la microhistoire. La réception de l’œuvre dans les médias tient, finalement, en deux idées : d’une part, rappeler l’importance de conserver et d’entretenir ses archives privées, et d’autre part, montrer la portée heuristique de l’expérience migratoire des Lamontagne.

### Dans le milieu universitaire

#### Une réception enthousiaste
À première vue, la réception de L’exode québécois dans le milieu académique est aussi positive que dans les médias. On salue toujours le travail exhaustif de Mimeault et l’apport considérable de sa recherche dans la discipline des sciences historiques en général, mais aussi dans l’historiographie des mouvements migratoires des XIXe et XXe siècles. Cependant, seulement quatre professionnels ont analysé le livre. Dans Cap-aux-Diamants, une revue qui s’intéresse à l’histoire populaire du Québec, Johannie Cantin voit dans l’approche de Mimeault la principale force de l’ouvrage, car elle permet de reconstituer les contextes propres à l’émigration de chacun des enfants de Théodore-Jean Lamontagne.
Le compte rendu de Marcel Martel, professeur d’histoire du Canada du XXe siècle à l’Université York et titulaire de la chaire Avie Bennett Historica Canada en histoire canadienne, souligne plus particulièrement la finition de l’analyse multidimensionnelle de la lettre. Étant lui aussi un spécialiste de l’acte épistolaire dans les contextes migratoires en Amérique du Nord, il invite à approfondir les recherches sur les expériences migratoires canadiennes-françaises. Pour lui, l’étude de Mimeault pave la voie à l’histoire de l’appartenance et de l’identité des francophones émigrés en offrant une entrée privilégiée dans « l’univers mental » des migrants. Cette qualité est aussi soulevée par Thierry Nootens, professeur d’histoire à l’Université du Québec à Trois-Rivières et titulaire de la Chaire de recherche du Canada en histoire du droit civil au Québec à l’époque contemporaine, dans la revue Recherches sociographiques.
Finalement, dans la Revue d'histoire de l'Amérique française, Maude-Emmanuelle Lambert, historienne et rédactrice principale pour l'Encyclopédie canadienne, livre un compte rendu étayé sur la pertinence des recherches et résultats présentés par Mimeault à propos des mouvements migratoires des populations francophones en Amérique du Nord.

#### Critiques et points faibles de l'œuvre
Seuls Thierry Nootens et Maude-Emmanuelle Lambert nuancent leur critique de L'Exode québécois. Si les deux historiens commencent leur compte rendu en saluant l’effort de l’auteur, ils soulèvent aussi la lourdeur de l’ouvrage. Pour eux, la thèse de doctorat est toujours bien présente dans le livre. Lambert insiste d’ailleurs sur le recours redondant et alourdissant à la théorie qui rend la lecture plus ardue pour un large public. Pour elle, le livre de Mimeault aurait pu bénéficier d’une approche littéraire plus légère et moins axée sur la théorie. Sur le fond, Thierry Nootens est plus critique. Selon lui, Mario Mimeault frôle souvent le jugement de valeur et le partage d’idées préconçues. À titre d’exemple, dans la deuxième partie de l’ouvrage, « les parcours difficiles de certains enfants Lamontagne […] sont interprétés en termes d’adaptation ou d’ajustement personnel ». C’est d’ailleurs dans cette optique que l’auteur décrit la situation d’une femme abandonnée par son époux, ne faisant, semble-t-il, aucun cas du « déclassement social» que cela impliquait dans le contexte de l’époque. Pour Nootens, l’explication que livre Mimeault quant à l’héritage de mobilité légué par les ancêtres Lamontagne semble peu recevable, car elle relève du désir de « faire parler les sources à tout prix ». Enfin, il a aussi relevé plusieurs erreurs sur l’histoire de la condition des femmes.